# Stiphodon
Stiphodon är ett släkte av fiskar. Stiphodon ingår i familjen smörbultsfiskar.

## Dottertaxa tillStiphodon, i alfabetisk ordning[1]
- Stiphodon allen
- Stiphodon astilbos
- Stiphodon atratus
- Stiphodon atropurpureus
- Stiphodon aureorostrum
- Stiphodon birdsong
- Stiphodon caeruleus
- Stiphodon carisa
- Stiphodon discotorquatus
- Stiphodon elegans
- Stiphodon hydroreibatus
- Stiphodon imperiorientis
- Stiphodon julieni
- Stiphodon kalfatak
- Stiphodon larson
- Stiphodon martenstyni
- Stiphodon mele
- Stiphodon multisquamus
- Stiphodon oatea
- Stiphodon olivaceus
- Stiphodon ornatus
- Stiphodon pelewensis
- Stiphodon percnopterygionus
- Stiphodon rubromaculatus
- Stiphodon rutilaureus
- Stiphodon sapphirinus
- Stiphodon semoni
- Stiphodon surrufus
- Stiphodon tuivi
- Stiphodon weberi
- Stiphodon zebrinus